# José Marcondes Homem de Melo
Dom José Marcondes Homem de Melo (Pindamonhangaba, 13 de setembro de 1860 — São Paulo, 15 de outubro de 1937), católico brasileiro, foi o primeiro bispo da Diocese de São Carlos.

## Vida
Filho do Coronel Benedito Marcondes Homem de Melo e de Maria Pureza Monteiro de Godoy; neto paterno de Francisco Marcondes Homem de Melo, visconde de Pindamonhangaba.
Estudou no Colégio do Caraça dos Padres Lazaristas, em Minas Gerais, e cursou ciências eclesiásticas no Seminário de São Paulo. Foi ordenado presbítero pelo Bispo de São Paulo, Dom Lino Deodato Rodrigues de Carvalho, no dia 11 de março de 1883.
Recebeu da Santa Sé a Medalha Pro-Ecclesia et Pontifice, a 10 de julho de 1900. Foi nomeado Monsenhor Camareiro Secreto do Papa Leão XIII, no dia 3 de abril de 1902.

## Arcebispo de Belém do Pará
Monsenhor Homem de Melo foi designado para ser o 14º Bispo de Belém do Pará por São Pio X no dia 26 de abril de 1906, no entanto, com a elevação da diocese para a dignidade de arquidiocese, sua nomeação sofreu alteração para primeiro Arcebispo de Belém do Pará no dia 1º de maio de 1906.
Sua ordenação episcopal deu-se em Roma, na capela do Colégio Pio Latino-Americano, no dia 29 de junho de 1906, pelas mãos do Dom Rafael Cardeal Merry del Val y Zulueta, Secretário de Estado da Santa Sé,  assistido por  Dom Francisco do Rego Maia e  Dom José de Camargo Barros. Tomou posse da Arquidiocese de Belém por procuração.
Em seu regresso ao Brasil, o navio "Sírio" em que viajava naufragou na costa da Espanha, no dia 4 de agosto de 1906, perecendo o Bispo de São Paulo, Dom José de Camargo Barros. Dom Marcondes salvou-se; mas ficou muito abalado emocionalmente. Renunciou ao governo da Arquidiocese de Belém do Pará, por saber que o meio de transporte usual na região seriam embarcações.
Foi então transferido para a sé titular de Ptolemais in Phoenicia.

## Arcebispo - Bispo de São Carlos do Pinhal
No ano de 1908, no dia 9 de agosto, foi designado para ser o primeiro bispo de São Carlos do Pinhal, São Paulo, conservando o título pessoal de arcebispo.

### Sucessão
Em Belém, Dom José Marcondes Homem de Melo é o primeiro Arcebispo de Belém do Pará, sucedendo a Dom Francisco do Rego Maia, tendo como sucessor Dom Santino Maria da Silva Coutinho.
Em São Carlos do Pinhal, Dom José é o 1º bispo, sendo sucedido por Dom Gastão Liberal Pinto.

## Ordenações episcopais
Dom José Marcondes Homem de Melo foi co-celebrante da sagração episcopal de:
- Dom Agostinho Francisco Benassi
- Dom Antônio Malan, SDB
- Dom José Carlos de Aguirre
- Dom Florentino Simón y Garriga, CMF
- Dom Gastão Liberal Pinto

## Obras
- HOMEM DE MELO, José Marcondes. Livro da Coroação de Nossa Senhora Aparecida a 8 de setembro de 1904. São Paulo: Duprat & Comp, 1905.